# Anne Jackson

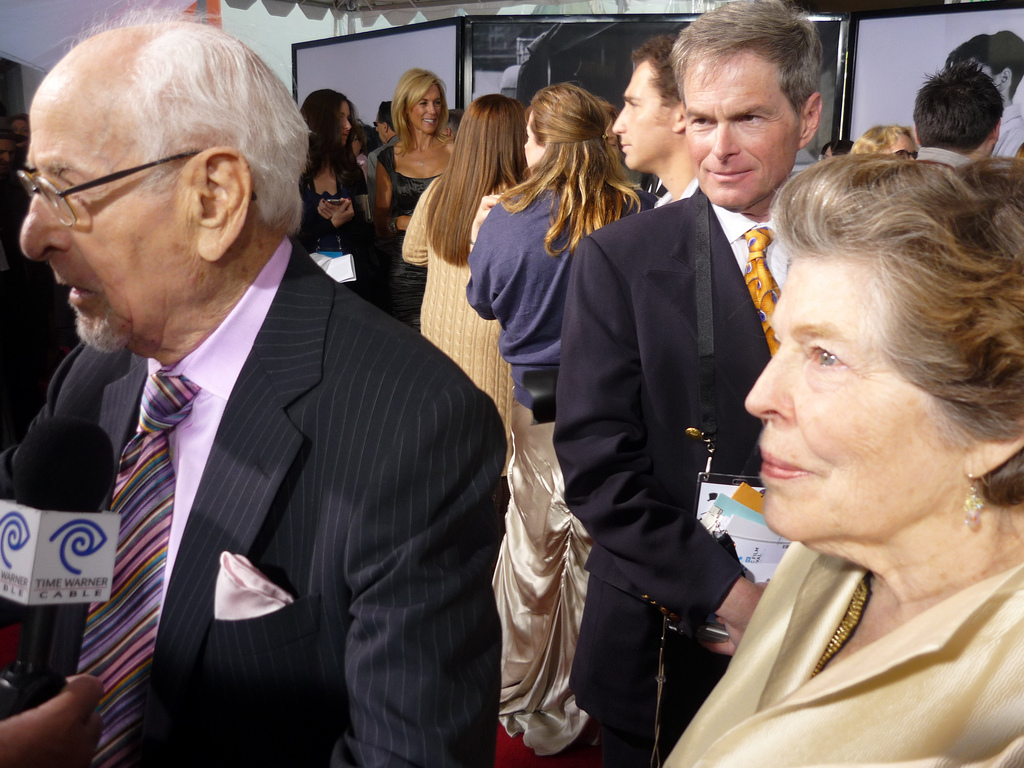
Anne Jackson mit Ehemann Eli Wallach (2010)

Anna Jane „Anne“ Jackson (* 3. September 1925 in Millvale, Pennsylvania; † 12. April 2016 in Manhattan, New York City) war eine US-amerikanische Schauspielerin und Filmproduzentin.

## Leben
Anne Jackson wurde als Tochter des Kosmetikers John Ivan Jackson und seiner Frau Stella Germaine geboren. Ihren ersten Auftritt am Broadway hatte sie 1945. Am Broadway hatte sie ihren größten Erfolg im Stück Middle of the Night, was ihr 1955 eine Nominierung für den Tony Award einbrachte. Neben ihren zahlreichen Theaterrollen spielte sie auch in Filmen und Fernsehserien: Seit Ende der 1940er Jahre war sie in mehr als 60 Produktionen zu sehen, wenngleich meistens in Nebenrollen. 1948 heiratete sie Eli Wallach, mit dem sie bis zu dessen Tod im Jahr 2014 verheiratet blieb. Die beiden standen bei einigen Filmen gemeinsam vor der Kamera. Ihre Kinder Peter, Katherine und Roberta sind ebenfalls Schauspieler.

## Filmografie (Auswahl)
- 1950: So jung und so verdorben (So Young So Bad)
- 1959: Die Reise (The Journey)
- 1960: Je länger, je lieber (Tall Story)
- 1964: Preston & Preston (The Defenders, Fernsehserie, eine Folge)
- 1967: Der Tiger schlägt zurück (The Tiger Makes Out)
- 1968: Zärtlich schnappt die Falle zu (How to Save a Marriage and Ruin Your Life)
- 1968: The Secret Life of an American Wife
- 1970: Rache aus dem Knast (Zig Zag)
- 1970: Ein Engel names Levin (The Angel Levine)
- 1970: Liebhaber und andere Fremde (Lovers and Other Strangers)
- 1970: Der „schärfste“ aller Banditen (Dirty Dingus Magee)
- 1972: Rauchende Colts (Gunsmoke, Fernsehserie, eine Folge)
- 1973: Sticks and Bones
- 1977: Eine beispiellose Affäre (Nasty Habits)
- 1977: Rhoda (Fernsehserie, eine Folge)
- 1979: The Bell Jar
- 1980: Shining (The Shining)
- 1982: Golda Meir (A Woman Called Golda, Fernsehfilm)
- 1984: Sam’s Son
- 1985: Der Equalizer (The Equalizer, Fernsehserie, eine Folge)
- 1987: Ein Engel auf Erden (Highway to Heaven, Fernsehserie, eine Folge)
- 1987: Everything’s Relative (Fernsehserie, zehn Folgen)
- 1990: Kein Baby an Bord (Funny About Love)
- 1992: Eine ganz normal verrückte Familie (Folks!)
- 1997: Law & Order (Fernsehserie, eine Folge)
- 1999: Man of the Century
- 2000: Something Sweet
- 2003: Emergency Room – Die Notaufnahme (ER, Fernsehserie, eine Folge)
- 2008: Vote and Die: Liszt for President
- 2008: Lucky Days

## Auszeichnungen
- 1968: Nominiert für einen Emmy in der Kategorie Outstanding Single Performance by an Actress in a Leading Role in a Drama für die Folge Dear Friends der Fernsehserie CBS Playhouse.